# خواجة ماهي (غوغر)
خواجة ماهي (بالفارسية: خواجه ماهی) هي قرية تقع في إيران في قسم غوغر الريفي.